# 目方でドーン!
『目方でドーン!』（めかたでドーン）は、日本テレビ系列局で放送されていた日本テレビ製作のバラエティ番組（ゲーム番組）である。製作局の日本テレビでは1975年4月13日から1982年3月28日まで放送。
買い物をテーマにしたゲーム番組で、毎回一般の夫婦3組が参加。条件をクリアすれば女性参加者の体重分の賞品を獲得できた。

## 番組タイトル・司会者・放送時間の変遷
日本テレビでは日曜昼の時間帯に放送。いずれの時期においても、プロ野球中継（開幕戦や日本シリーズなど）を始めとするスポーツ中継が行われる日には枠移動もしくは放送休止となった。また1978年以降、『24時間テレビ 「愛は地球を救う」』放送時には休止となった。 
山形放送や広島テレビなどでも一時期土曜正午、北日本放送では1984年4月1日まで日曜 12:30 - 13:00（同時ネットか同日時差ネットかは不明）、山梨放送では日曜 16:35 - 17:00に遅れネットで放送されていた。
また関西地区では読売テレビではなく、サンテレビにて遅れネットで放送されていた。
| タイトル              | 司会者                             | 放送時間           | 期間                        | 備考                                                               |
| --------------------- | ---------------------------------- | ------------------ | --------------------------- | ------------------------------------------------------------------ |
| 目方でドーン!!        | レツゴー三匹                       | 日曜 12:45 - 13:10 | 1975年4月13日-1982年3月28日 | エンディングテーマは「ひとつぶの涙」（作曲：フランク・プゥルセル） |
| 新婚さん!目方でドン   | 明石家さんま、今いくよ・くるよ     | 日曜 12:00 - 13:00 | 1982年4月4日-1983年6月26日  |                                                                    |
| ペアで挑戦!目方でドン | 前期：オール阪神・巨人、斉藤ゆう子 | 日曜 12:30 - 13:00 | 1983年7月3日-1984年9月30日  |                                                                    |
| ペアで挑戦!目方でドン | 後期：三笑亭夢之助、斉藤ゆう子     | 日曜 12:30 - 13:00 | 1983年7月3日-1984年9月30日  |                                                                    |

## ルール
会場のスタジオ内には家電や貴金属品という高額品から、食品・生活雑貨等の小物に至るまで幅広いジャンルの品物が現物で所狭しと並べられていた。さらに調整用として、石鹸（1個 0.1kg）と焼海苔（1缶 0.5kg）もあった。その商品の重さを当てると結果に関係なく持ち帰れるので電気ポット（2.1kg）を定番で選ぶペアも多かった。

### 順番決め
参加者は、目の前にある箱（3品とも重さは同じだが、中身は違う）の重さを予想する。そして、内輪で一番近いチームより1番目・2番目・3番目となる。結果が出た後、箱の中身を公開。この中身はゲームの成否にかかわらず持ち帰れる。

### 買い物
参加者は制限時間3分の間スタジオ内を駆け回り、品物群の中から欲しい品を選択していく。選ばれた品物は番組アシスタントの手により、天秤ばかりのもう片方に載せられる。
制限時間終了後、選択した品物の合計重量が女性参加者の体重を基準とした番組規定の誤差範囲内（-3kg。スタート当初は±2kg）に収まれば、賞品として全て獲得できる。もし、品物の合計重量と女性参加者の体重が一致したら「ピタリ賞」となり、選択した商品の他に、獲得商品の合計額と同額の商品券（スタート当初は海外旅行）も獲得できた。また、品物の中には「ラッキー賞」が入っており、運良くこれを入手したら成否にかかわらずその商品を持ち帰ることができた。
結果発表では、女性が天秤ばかりの片方（画面上では向かって左側。当初は右側だった）に設置された椅子に座り、司会者の「目方でドーン!」の叫びと同時に支えが外れ、重量が規定値内だと天秤ばかりが釣りあい、規定値から外れていると結果により重かったほうに傾くという演出がなされた。

## リニューアル後のルール
番組は改題リニューアルするたびにルールを一部変更していた。変更点は以下の通り。「合格ライン」「ピタリ賞」「ラッキー賞」についてはリニューアル後も不変だった。

### 『新婚さん!目方でドン』時代
- 出場者は3組だが、結婚1年以内の新婚カップルに限定。
- 番組前半は、1組ずつ招いてのトーク。そして呼ばれた順番が、そのまま後半の買い物の順番となる。
- 後半は買い物だが、前期と後期ではやり方が少し違っている。

#### 前期
- まず順番に3枚のカード（「さんま」「いくよ」「くるよ」の顔が描いてある）を引き、出た顔の人がそのペアの進行役となる。そして「くるよ」の顔を引いたペアは「7kg箱」（この時点では中身は分からない。以下同じ）、「さんま」のペアは「5kg箱」、「いくよ」のペアは「3kg箱」をそれぞれ与えられる。
- 買い物では、まず与えられた箱の中身を公開し、出場者は女性の体重分から箱の中身の重さを引いた分買う（例えば、50kgの女性のチームが「7kg箱」を与えられたら43kg分買う）、後は『目方でドーン!』時代と同じ。なお箱の中身は、成功しないと獲得できない。

#### 後期
- 3つの箱が廃止され、出場者は女性の体重分まるまる買えるようになった。また、品物を買う時には、その品物の重さを予想して口答する。予想が当たればチャイムが鳴ってその品物は「ジャスト賞」となり、成否にかかわらず獲得できるようになった。なお、「ジャスト賞」の品物は天秤に乗せる時に紙のバラの花を付ける。

### 『ペアで挑戦!目方でドン』時代
- 出場者は夫婦に限らず、男女ペア（恋人・親子など）なら参加できるようになる。トークは廃止。こちらも前後期の違いがある。

#### 前期
- 出場者は3組。『目方でドーン!』時代の順番決めが復活した。以後は『新婚さん』後期と同じだが、重量の目安はペアの女性。

#### 後期
- 出場者が2組に減り、その代わりに重量の目安となるゲスト歌手が毎回2人ずつ登場するようになった。
- まず順番決めを行い、1番目のチームはゲストの中から1人を選ぶ。残ったゲストは2番目のチーム行き。
- 買い物では、まず選ばれたゲストが持ち歌を歌い、その後出場者は選んだゲストの体重分だけ買っていく。後は前期と同じ。

## その他
- 日本テレビでは松坂屋の一社提供で放送されていた。同局では途中でCMには入らず、エンディング間近にテレビショッピングコーナー（『ラッキーバーゲン』）を設けていた時期もある。『ラッキーバーゲン』の司会は、フリーアナウンサーの深野弘子が担当していた。地方局では松坂屋の有無に関係なく商品券の画像だけ映るシーンがあった。
- 『新婚さん』以降は、あらかじめ品物の重さを量って参加する出場者を惑わすため、高級商品の一部にはオマケを付けるようになった。
- 2009年、TBSのバラエティ番組『リンカーン』が同名の企画を三村マサカズの企画・司会で行った。元ネタが日本テレビの番組であるのにもかかわらず、制作費300万円をかけて天秤セットを再現した。